# Kazeto
KAZETO, společnost s ručením omezeným (spol. s r.o.) je česká firma zabývající se výrobou kožených a lepenkových kufrů, pouzder a zavazadel se sídlem v Přerově. V době svého založení v roce 1925 byla první a po dobu celé První republiky jedinou firmou vyrábějící takový sortiment. Ve svém logu má lva ležícího na kufru.

## Historie

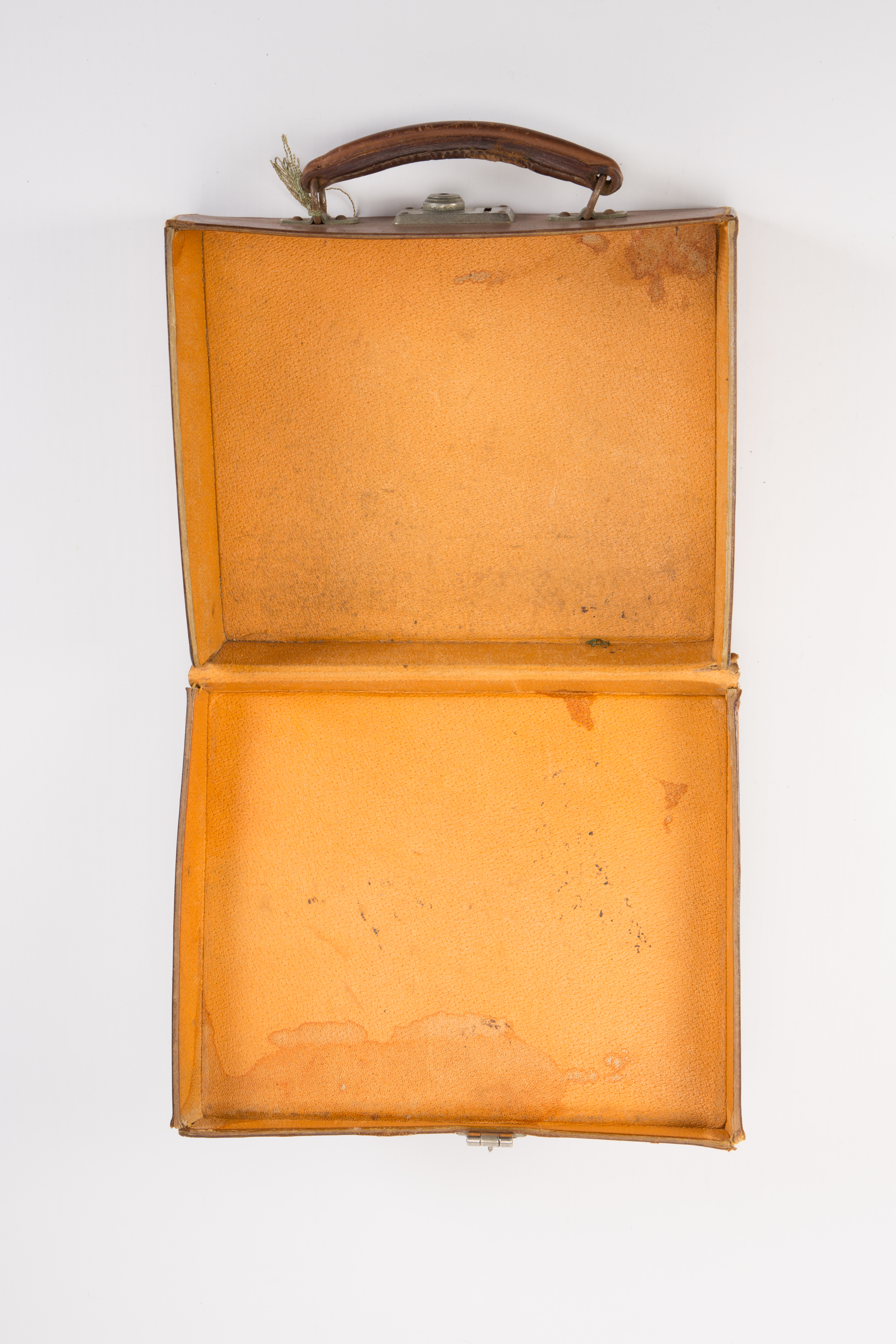
Kufřík potažený kůží (britská výroba, cca 1914)

### Začátky
Po smrti původního majitele odkoupil roku 1919 olomoucký obuvník Karel Zejda továrnu na zpracování kůží a výrobu svršků bot v Přerově. Rostoucí konkurence v obuvnickém průmyslu, zejména intenzivní rozvoj zlínské firmy Baťa, nutila Zejdu vyhledávat nové cesty odbytu koželužského zboží. Roku 1925 firma vsadila na výrobu kožených kufrů, peněženek a zavazadel. Byla přejmenována na Kazeto, což představovalo zkratku slov Karel Zejda továrna (casseta navíc v italštině znamená skříňka).

### Kazeto
Produkty závodu následně slavily úspěch a výroba byla nadále modernizována a rozšiřována. V roce 1929 odkoupilo Kazeto část areálu přerovského cukrovaru v Husově ulici, v těsné blízkosti městského nádraží, a vybudovalo zde nový a prostupně rozšiřovaný funkcionalistický tovární areál. Na jeho architektonické i interiérové podobě se podílela manželská dvojice architektů Oskara a Elly Oehlerových.
V roce 1932 zaměstnávalo Kazeto na 150 zaměstnanců a výrobní kapacita činila 1500 kufrů denně. Od roku 1931 vyráběla firma též zboží s použitím umělé kůže, roku 1934 rozšířila výrobu o zboží s kovovými prvky a zavazadla z papírové lepenky. V téže době začalo Kazeto zpracovávat též zakázky Československé armády, například v podobě dalekohledových pouzder.

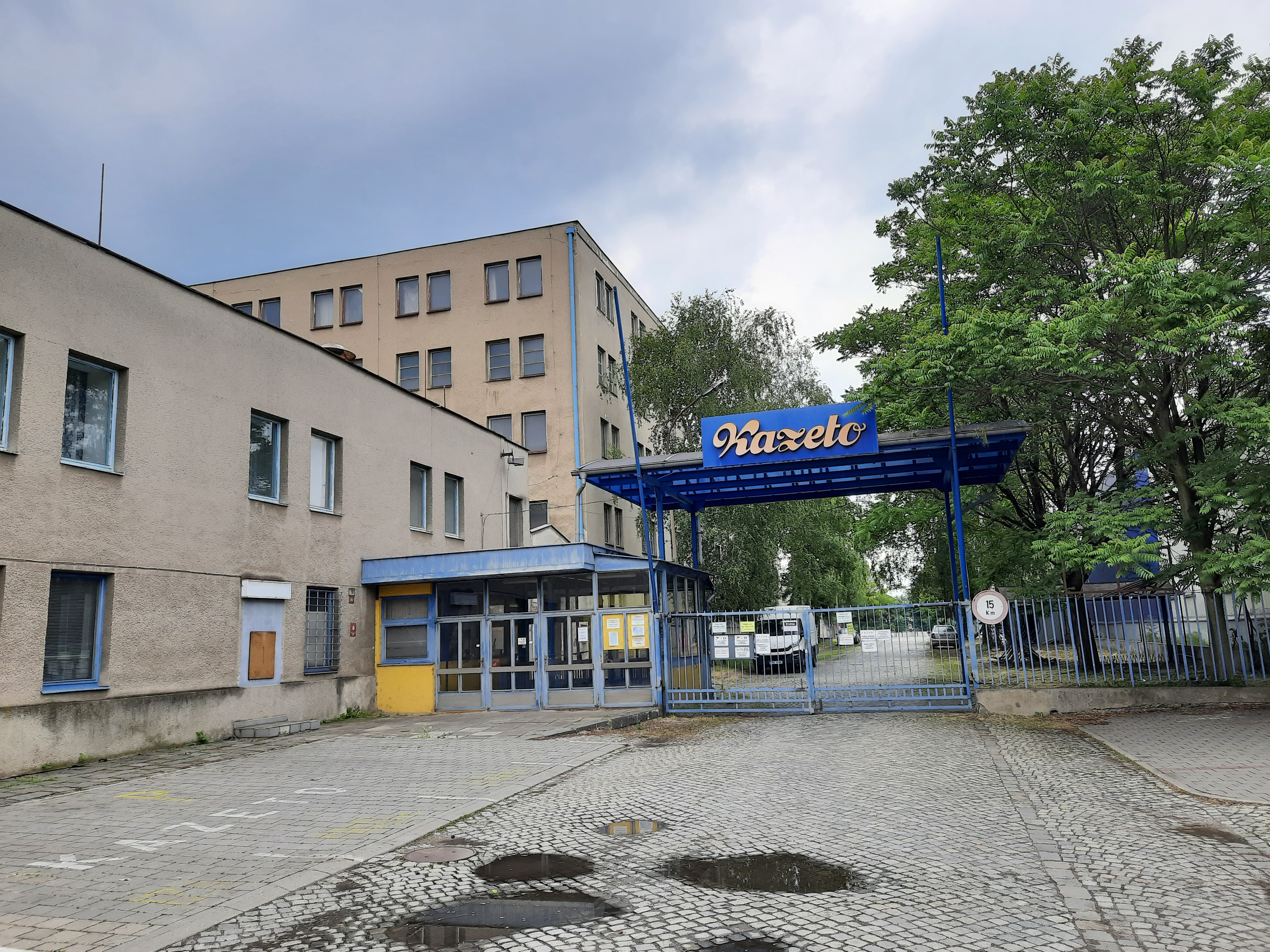
Vstupní brána firmy v Husově ulici

### Po roce 1948
Po převzetí moci v Československu komunistickou stranou v únoru 1948 byla firma v rámci znárodněním veškerého hospodářství ve státě Karlu Zejdovi odebrána a transformována do národního podniku, se zachováním názvu značky. V roce 1972 byla postavena nová výrobní hala na lepenkové kufry.

### Po Sametové revoluci
Po Sametové revoluci roku 1989 byl závod v restitučním řízení navrácen rodině Karla Zejdy, která podnik transformovala ve s.r.o. a nadále pokračuje ve výrobě tradičního sortimentu (2020).